# Juha Lallukka
Juha Lallukka (Kouvola, 27 ottobre 1979) è un ex fondista finlandese.

## Biografia
In Coppa del Mondo esordì il 2 marzo 2002 a Lahti (46°) e ottenne come migliori risultati due quarti posti.
In carriera prese parte a un'edizione dei Giochi olimpici invernali, Vancouver 2010 (34° nella 15 km), e a quattro dei Campionati mondiali (4° nella staffetta a Oslo 2011 il miglior risultato).
Il 17 novembre 2001 la Federazione sciistica della Finlandia ha confermato la positività di Lallukka, riscontrata in un testi antidoping, a un ormone della crescita. Sebbene sostenesse la propria innocenza nonostante la positività, l'atleta è stato sospeso dalla FIS e ha così concluso la propria carriera.

## Palmarès

### Coppa del Mondo
- Miglior piazzamento in classifica generale: 57º nel 2005

#### Coppa del Mondo - competizioni intermedie
- 1 podio di tappa:
  - 1 terzo posto